# Фейт, Ян
Ян Фейт (нидерл. Jan Fyt; 15 марта 1611, Антверпен — 11 сентября 1661, Антверпен) — живописец и гравёр фламандского барокко. Один из ведущих художников анималистического жанра XVII века в Нидерландах. Известен изысканными натюрмортами с дичью, цветами и фруктами, изображениями животных и трофеев охоты. Вероятно, он был учителем Питера Буля, который работал в стиле, схожем с манерой Фейта.
Для многих известных художников, которые творили после Яна Фейта, например Александра-Франсуа Депорта, именно его произведения стали образцами для вдохновения и подражания.

## Биография
Ян Фейт родился в Антверпене, в семье богатого торговца. В 1621 году Фейт был зарегистрирован в антверпенской Гильдии Святого Луки в качестве ученика Ганса ван ден Берха, также известного как Ян ван ден Берх (Jan van den Bergh). С 1629 по 1631 год учился живописи у Франса Снейдерса и до 1631 года работал в его мастерской. В 1630 году стал мастером Гильдии Святого Луки.
В 1633—1640 годах Ян Фейт посетил Париж, Рим, Венецию и города Голландии. В некоторых местах Фейт «оседал» и подолгу работал. В особенности он полюбил Италию, куда он возвращался много раз. В Венеции он выполнял заказы знатных семей Сагредо и Контарини. С 1635 года жил в Риме. Здесь Фейт присоединился к обществу «Перелётные птицы» (нидерл. Bent vogels — перелётные птицы, или нидерл. Bentvueghels — «птицы пера») — объединению иностранных художников, прибывавших в католический Рим из северных стран (главным образом из Нидерландов и Германии). В обществе было принято брать себе новое имя. Фейт получил имя «Снегирь» (Goudvink). Во время своего пребывания в Италии он, скорее всего, также посетил Неаполь, Флоренцию и Геную. Итальянский историк искусства Пеллегрино Антонио Орланди заявил в своей «Азбуке живописи» (Abecedario pittorico…), издания 1704 года, что Ян Фейт также находился в Испании и Англии.
В 1641 году Фейт вернулся в Антверпен, где он оставался активным до конца своей жизни, за исключением короткой поездки в Голландскую Республику, которую он, как полагают, совершил в том же году. Фейт управлял большой мастерской в Антверпене, которая производила множество копий его произведений. 22 марта 1654 года Ян Фейт женился на Франсуазе ван де Санде, у супругов родилось четверо детей.
Современники ценили художника за его охотничьи натюрморты. Кроме того Фейт писал животных и натюрморты с фруктами и цветами. Фейт стал богатым человеком и поддерживал деловые отношения с меценатами и торговцами как внутри страны, так и за рубежом. Его имя часто упоминается в судебных документах в связи со спорами и имущественными тяжбами с другими художниками и членами его собственной семьи.
В 1650 году Ян Фейт присоединился к антверпенской «Гильдии католиков», или «Братству романистов». Условием членства было посещение Рима. В 1652 году Гильдия выбрала Фейта своим деканом.
Ян Фейт скончался в Антверпене 11 сентября 1661 года. Среди учеников Фейта были Питер Буль, Давид Конинк и Якоб ван дер Керкховен.

## Особенности живописной манеры и стиля
Ян Фейт писал традиционные для фламандской школы живописи цветы и фрукты; он мастерски передавал светотень и материальные качества предметов, избегая жёстких контуров. Художник был плодовит и, как полагают, написал около 280 картин, многие из которых подписаны и датированы. Его работы были востребованы известными коллекционерами произведений искусства того времени и ныне находятся в частных коллекциях и собраниях многих музеев. Натюрморты с животными работы Фейта, как правило, более изысканны, чем у Франса Снейдерса, поскольку он удовлетворял в первую очередь вкусы аристократических заказчиков и знатоков живописи. На колорит его картин повлияло знакомство с итальянским искусством, и его краски ярче, чем в натюрмортах Снейдерса. Его работы отличаются экспрессией мазка, динамичностью композиции и декоративностью. Художник особенно искусен в тонкой передаче различных текстур меха и оперения изображаемых им животных и птиц. Его техника филигранна.
Помимо живописи Фейт много занимался гравированием в технике офорта по собственным рисункам, также с изображениями животных и птиц.
Произведения Яна Фейта хранятся в галереях Мюнхена, Берлина, Вены и Парижа. Картины Фейта были популярны в России. В санкт-петербургском Эрмитаже имеется пять картин этого художника.

## Галерея

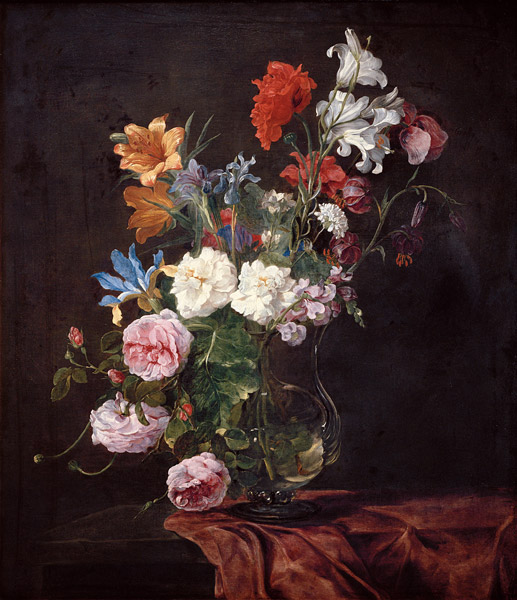
Ваза с цветами. 1640-е. Дерево, масло. Музей Николаса Рокоха, Антверпен
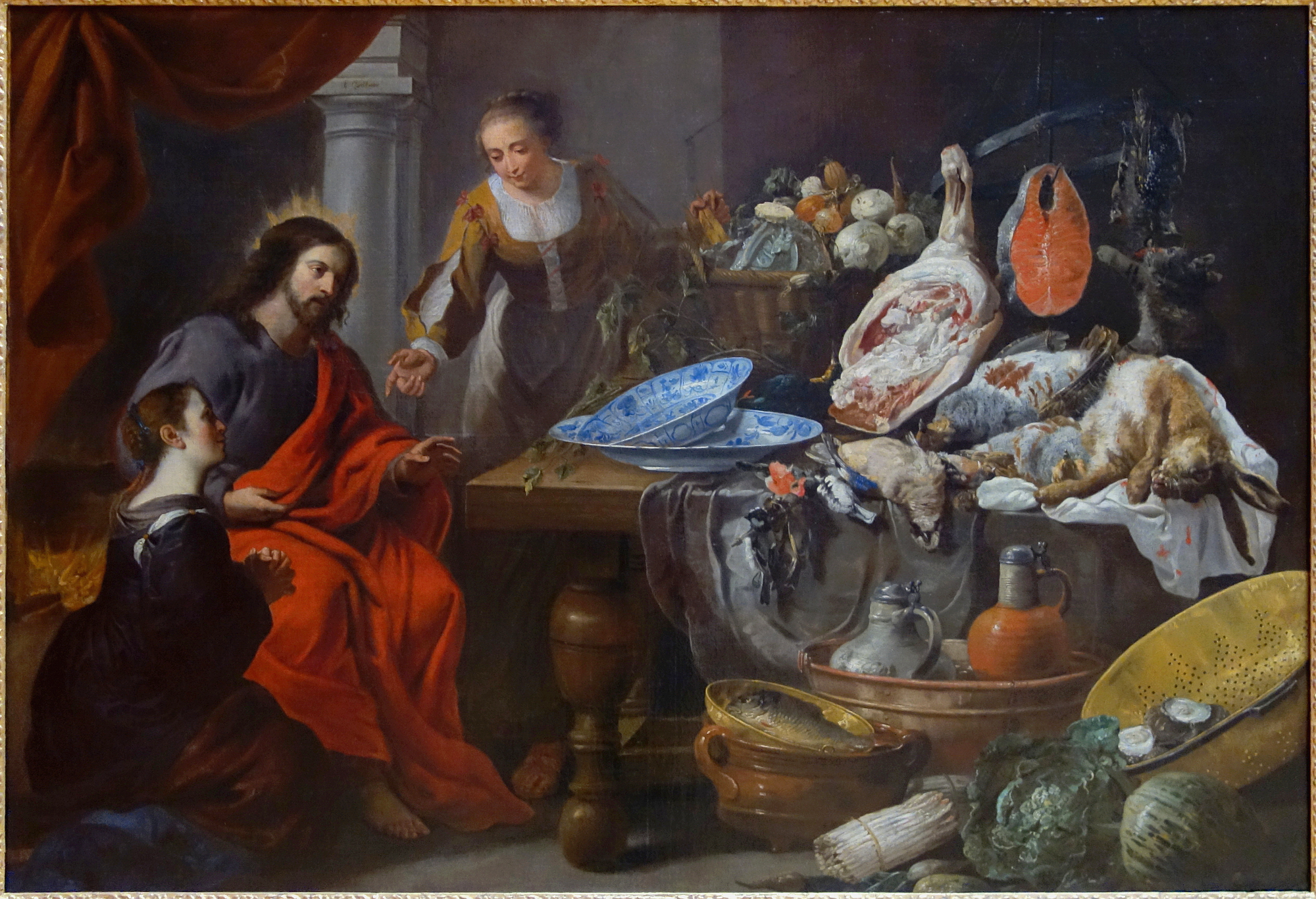
Совместно с Э. Квеллинусом Младшим. Иисус в доме Марфы и Марии. Между 1650 и 1675. Холст, масло. Дворец изящных искусств, Лилль
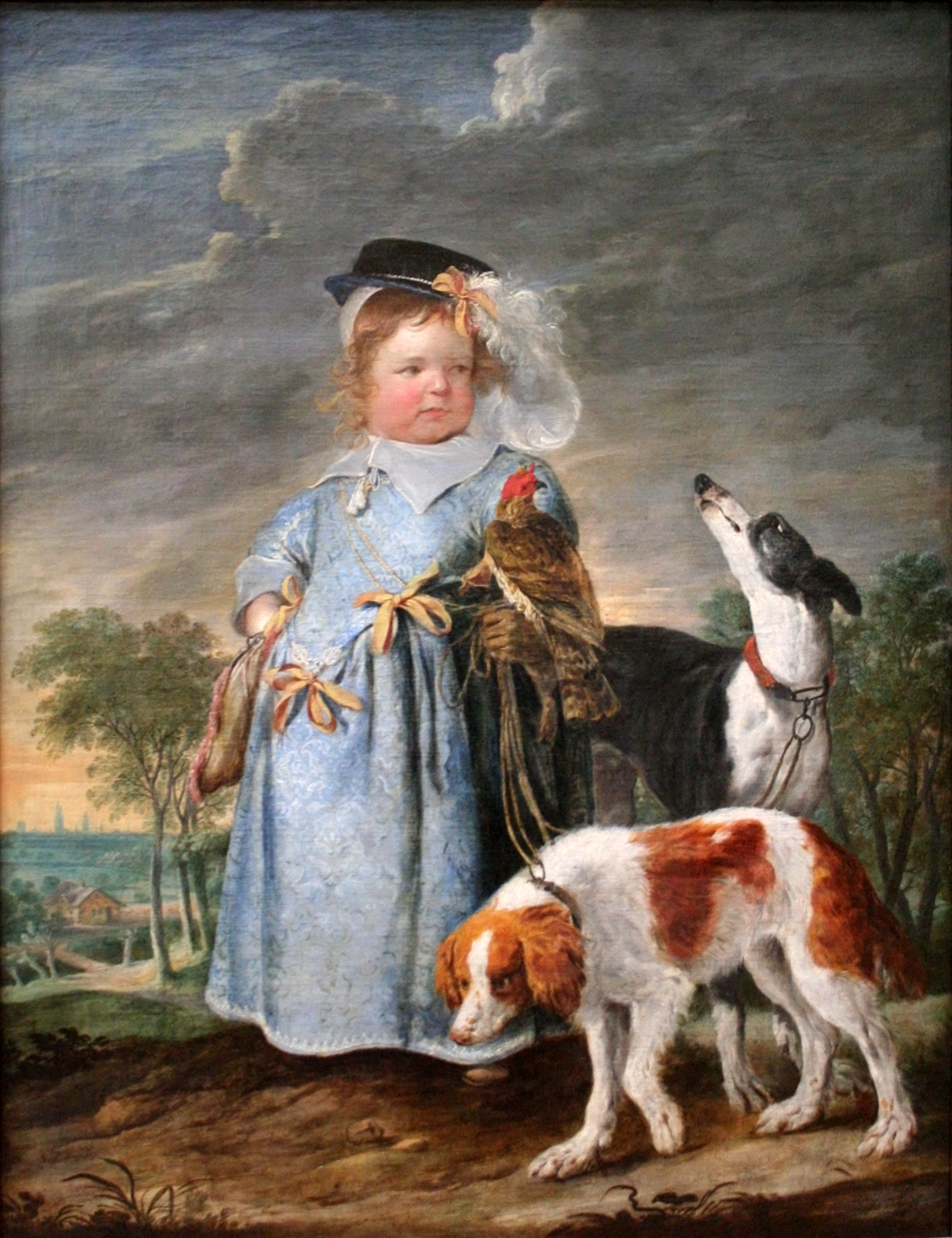
Совместно с Э. Квеллинусом Младшим. Портрет мальчика с соколом и двумя собаками. Ок. 1650. Холст, масло. Королевский музей изящных искусств, Антверпен
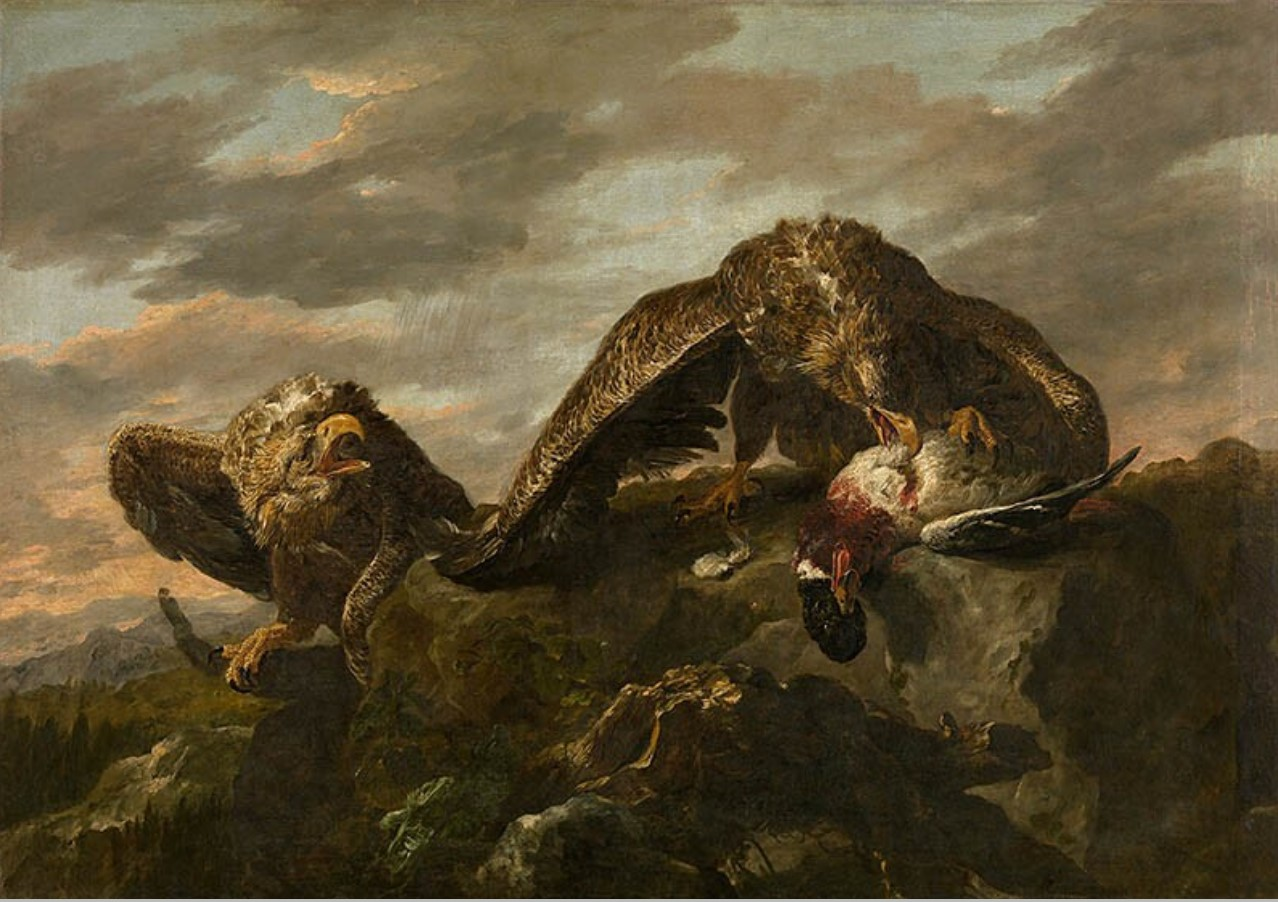
Орлы. 1650-е. Холст, масло. Королевский музей изящных искусств, Антверпен
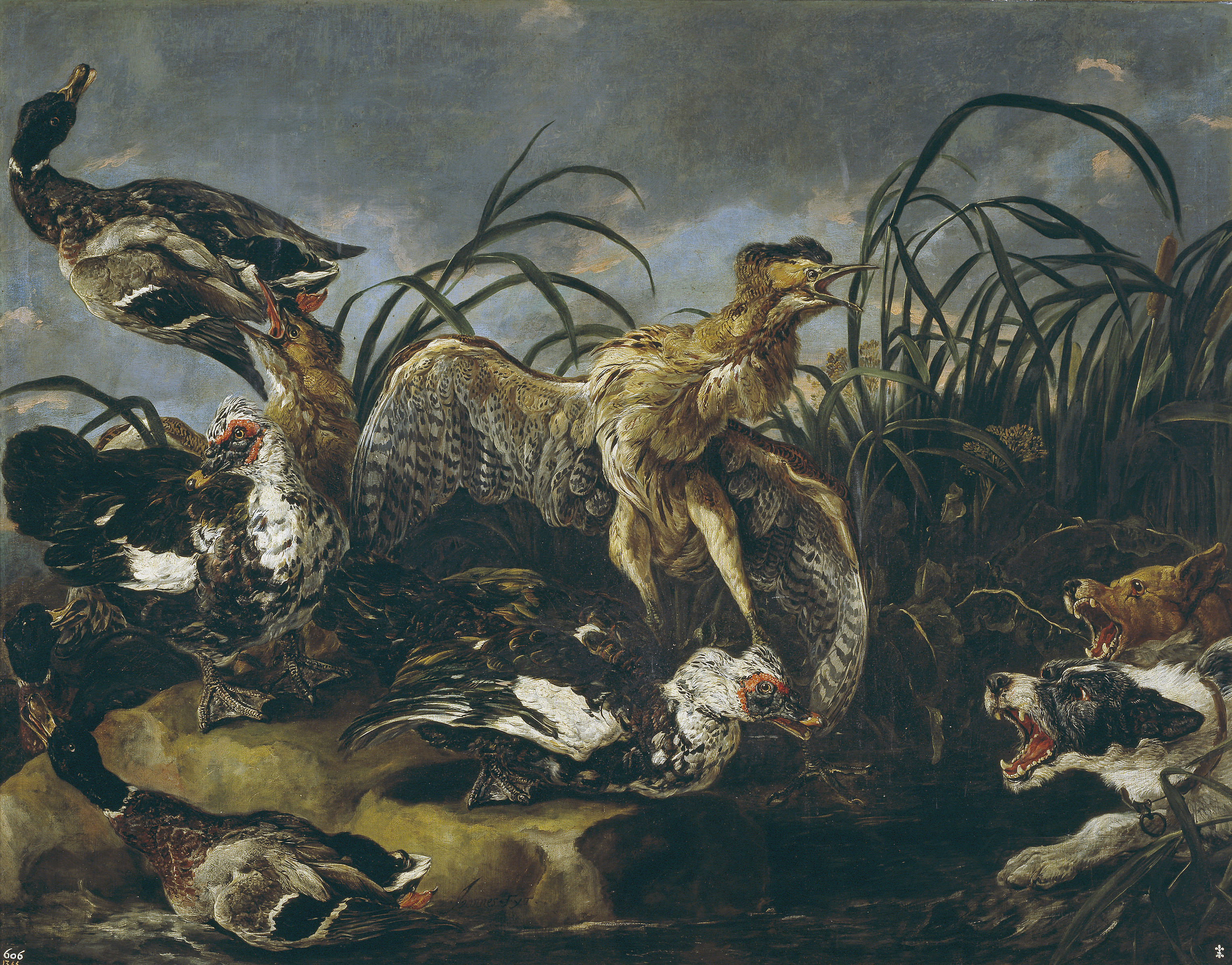
Утки и камышницы. 1650-е. Холст, масло. Прадо, Мадрид
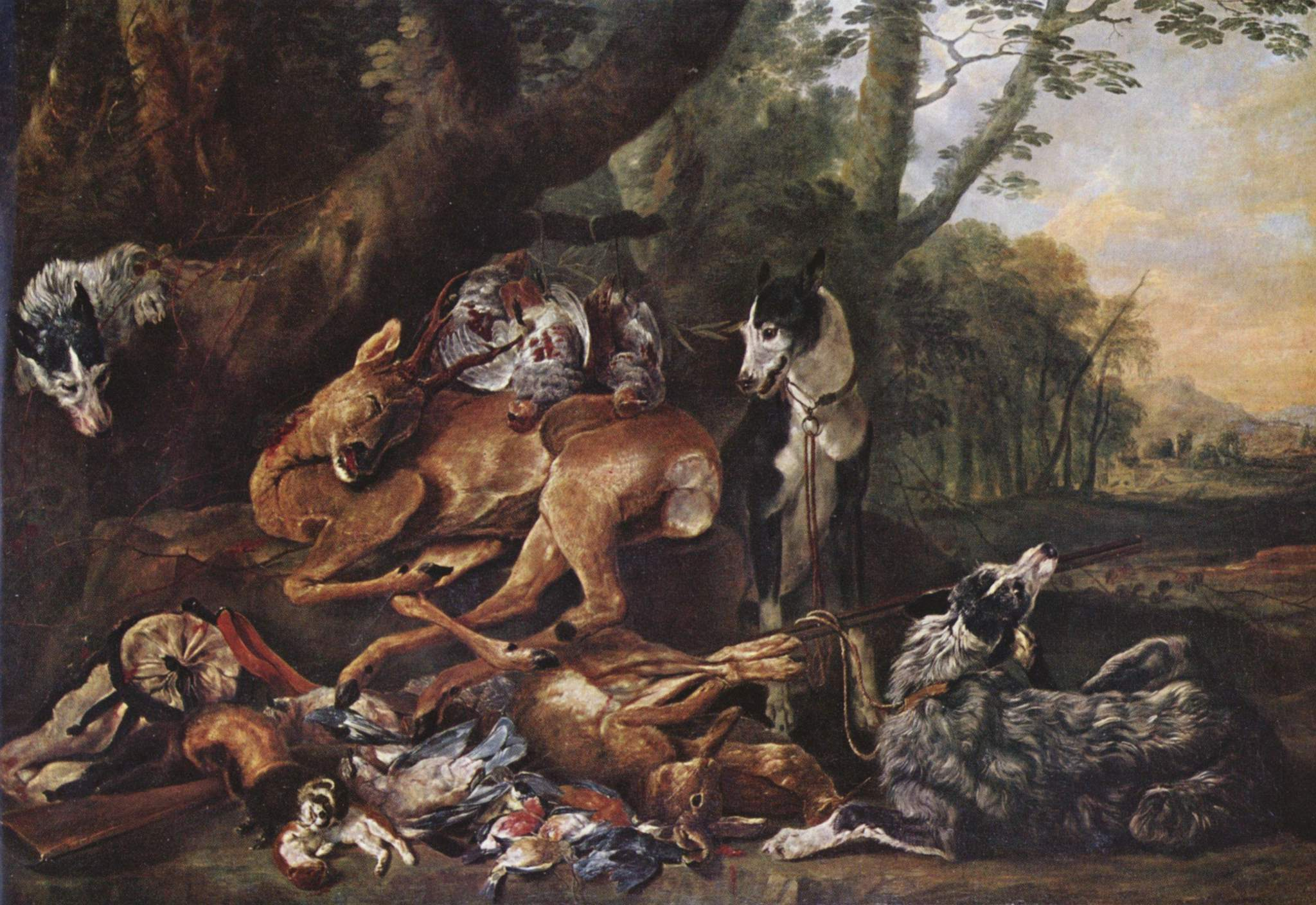
Охотничьи трофеи. 1649. Холст, масло. Музей Тиссена-Борнемисы, Мадрид
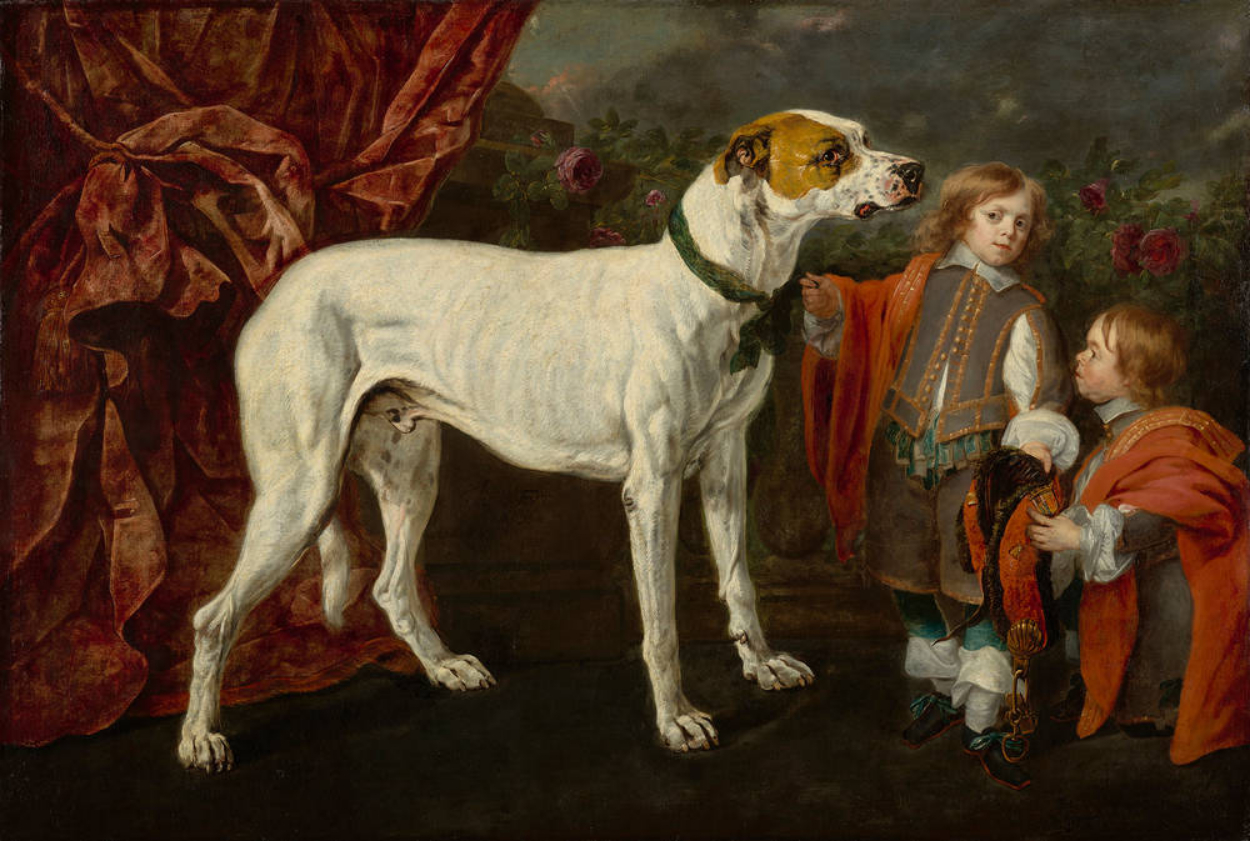
Большая собака, карлик и мальчик. 1652. Холст, масло. Галерея старых мастеров, Дрезден
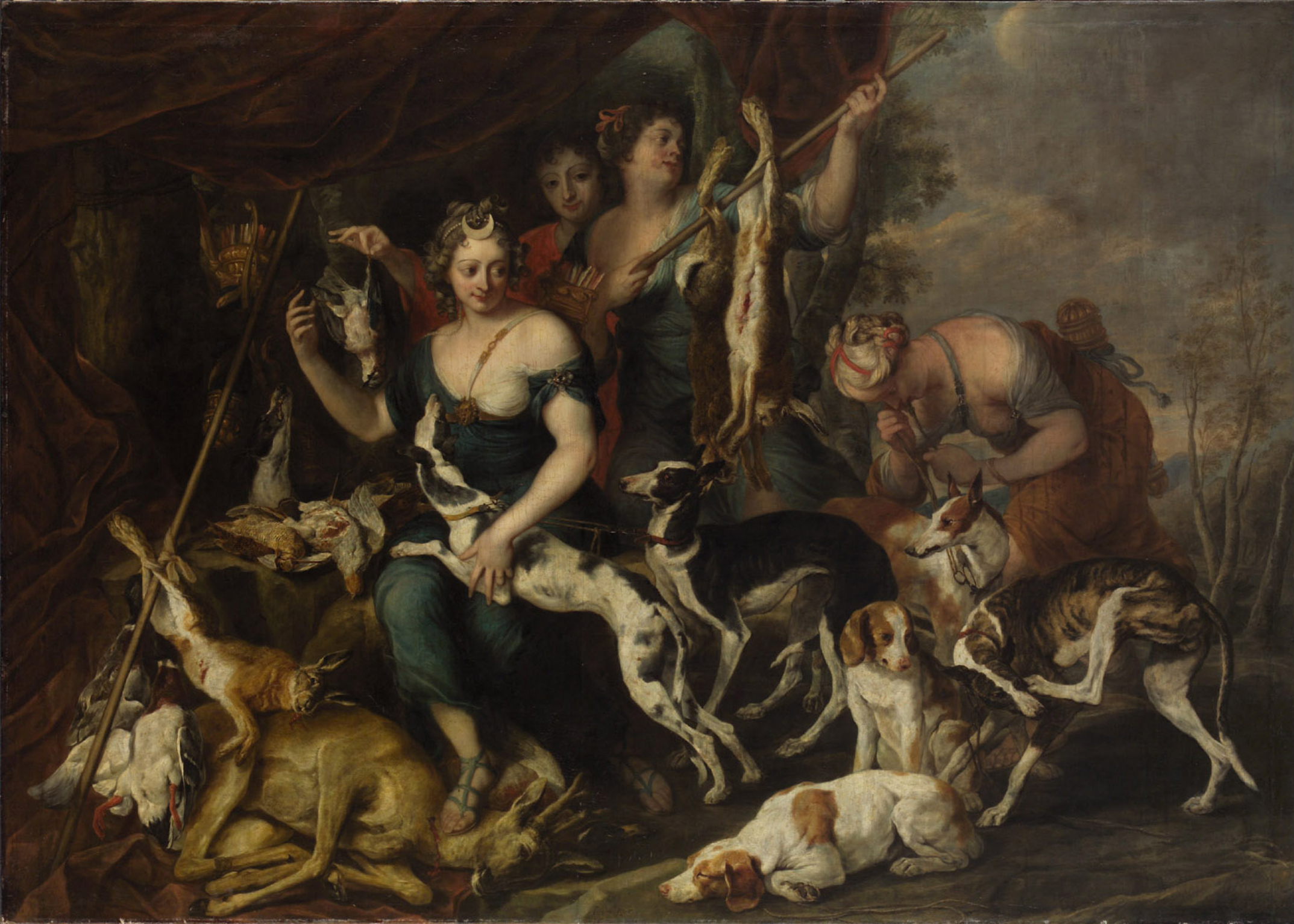
Совместно с Т. В. Босхартом. Диана-Охотница. 1650. Холст, масло. Музей истории искусств, Вена